# Приморский Комсомолец (малый противолодочный корабль)
«Приморский комсомолец» (МПК-221) — малый противолодочный корабль проекта 1124М. (шифр «Альбатрос», кодовое обозначение НАТО — Grisha III class corvette).
Основными задачами корабля являются обеспечение развёртывания ПЛАРБ, охрана военно-морских баз и соединений ударных кораблей и конвоев судов в прибрежных районах. Боевое применение не предполагает выход корабля в открытом море.

## История строительства
Корабль заложен (заводской №80) 8 февраля 1985 года на Хабаровском судостроительном заводе имени 60-летия СССР (п/я А-3126) как головной корабль серии проекта 1124М. Название при закладке «МПК-200». 11 апреля 1986 года «МПК-200» зачислен в состав КТОФ. Спуск на воду состоялся 29 апреля 1987 года. Вступил в строй 30 декабря 1987 года. Днем корабля считается 14 февраля.

## Вооружение
- 76-мм артиллерийская установка АК-176
- 30-мм артиллерийская установка АК-630М
- Пусковая установка зенитно-ракетного комплекса «Оса-МА»
- реактивная бомбометная установка РБУ-6000 «Смерч-2»
- 2 спаренных 533 мм торпедных аппарата
- 12 глубинных бомб или 18 мин

### Радиотехническое вооружение
- Комплекс РЭБ ПК-16 (2 ПУ КЛ-101) — выстрелы АЗ-ТСП-60УМ
- РЛС обнаружения воздушных и надводных целей МР-755Б "Фрегат-МА"
- РЛС РТР «Бизань-4Б»
- НРЛС "Дон"
- Аппаратура госопознавания «Пароль»
- Радиопеленгатор АРП-50Р
- ГАК МГК-335 «Платина»
- ОГАС МГ-339Т «Шелонь»
- ГАС звукоподводной связи МГ-35 2Штиль"
- ГАС КМГ-12 «Кассандра»
- ГАС приема сигналов гидроакустических буев МГС-407К

## История службы
С 19 февраля 1988 года «МПК-200» включен в состав 29 ДНПЛК 45 БРКОВР и прибыл в пункт основного базирования поселок Тимофеевка Ольгинского р-на, залив Владимира.

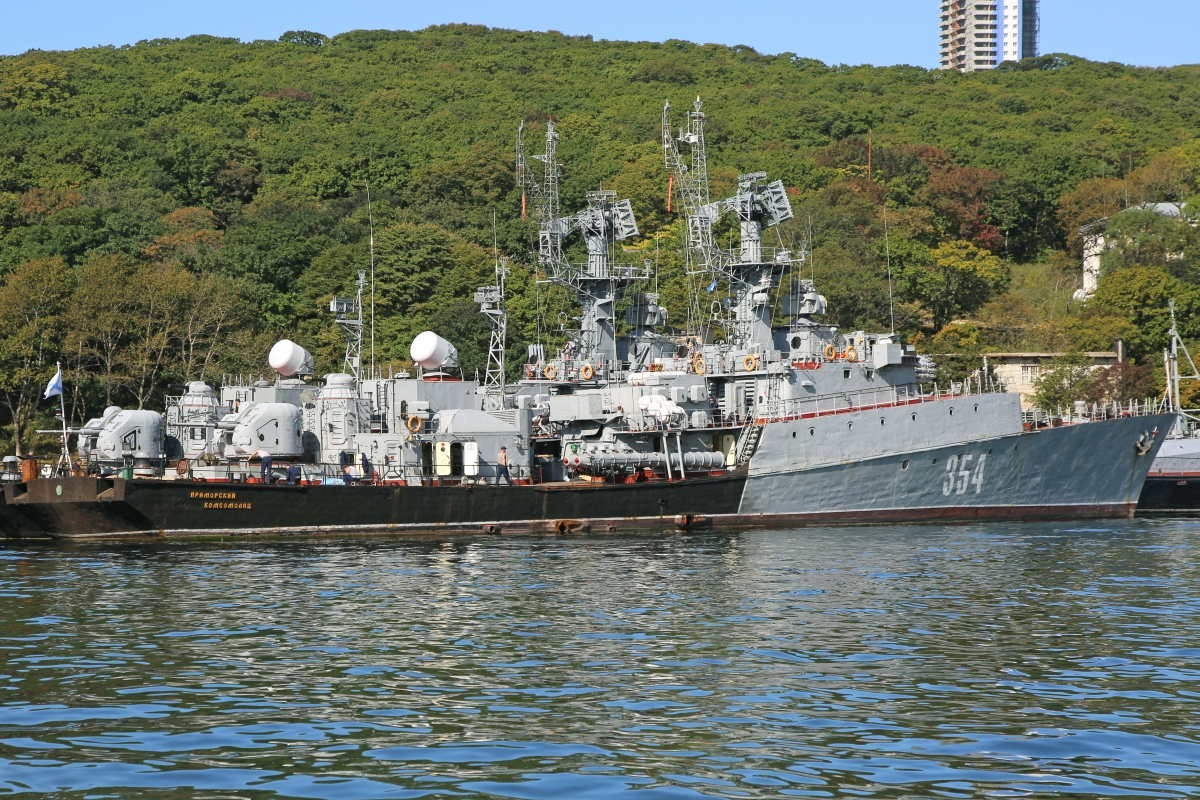
МПК-221 «Приморский комсомолец» в бухте Улисс

11 августа 1987 года «МПК-200» переименован в МПК «Приморский комсомолец».
С 1989 года по 1990 год МПК «Приморский комсомолец» нес боевую службу в Южно-Китайском море в составе 17 ОПЭСК. Порт захода Камрань (Вьетнам). По итогам похода экипаж награждён знаками «За дальний поход».
В рамках проведения организационно-штатных мероприятий ТОФ 1990 года и проведённой реорганизации Приморской Флотилии Разнородных Сил, в связи с переформированием 45 БРКОВР в 169 ОДНКОВР, корабль вошёл в состав сформированного дивизиона.
МПК «Приморский комсомолец» 15 февраля 1992 года присвоен тактический номер МПК-221. 26 июля 1992 года был торжественно спущен флаг ВМФ СССР и поднят Андреевский флаг. 
В 1994 году при проведении очередных организационно–штатных мероприятий ТОФ и расформировании 169 ОДНКОВР корабль был переведен в состав 11 ДНПЛК 47 БРКОВР и совершил переход из залива Владимира к новому месту базирования в бухту Парис города Владивостока.
Местом нового базирования 47 БРКОВР в 1996 году определена бухта Малый Улисс города Владивостока.
С 1998 года МПК «Приморский комсомолец» входит в состав 11 ДНКОВР 165 БРНК, созданной на базе 47 БРКОВР и 165 БРРКА.
На день ВМФ (31 июля 2005 года) МПК «Приморский комсомолец» выполнил практические стрельбы из РБУ-6000 в Амурском заливе.
- МПК-221 «Приморский комсомолец» стреляет на YouTube

В 2013 году принял участие в параде на День Военно-Морского Флота
По состоянию на сентябрь 2017 года находится в боевом составе ВМФ РФ в составе 11-го дивизиона кораблей охраны водного района 165-й бригады надводных кораблей с базированием на Владивосток.
17 декабря 2023 года после торжественной церемонии на главной базе ТОФ корабль был выведен из состава ВМФ России
.

## Командиры корабля
Этим кораблем в разное время командовали:
- 1987—1991 капитан-лейтенант Норкин Владимир Викторович
- 1991-1994 капитан 3-го ранга Нуретдинов Ражап Гаусетдинович
- 1996—1997 капитан 3-го ранга Сиделев Юрий Вячеславович
- 1998—2002 капитан 3-го ранга Кузнецов Константин Юрьевич
- 2002—2005 капитан 3-го ранга Кулик Денис Михайлович
- -08.2016- капитан-лейтенант Усатцев Владимир
- -10.2018- капитан 3 ранга Благодуров Александр
- -17.12.2023- капитан 3 ранга Канунников Павел

## Бортовые номера
- С 2005 года 354[4]